# Paleobotanika

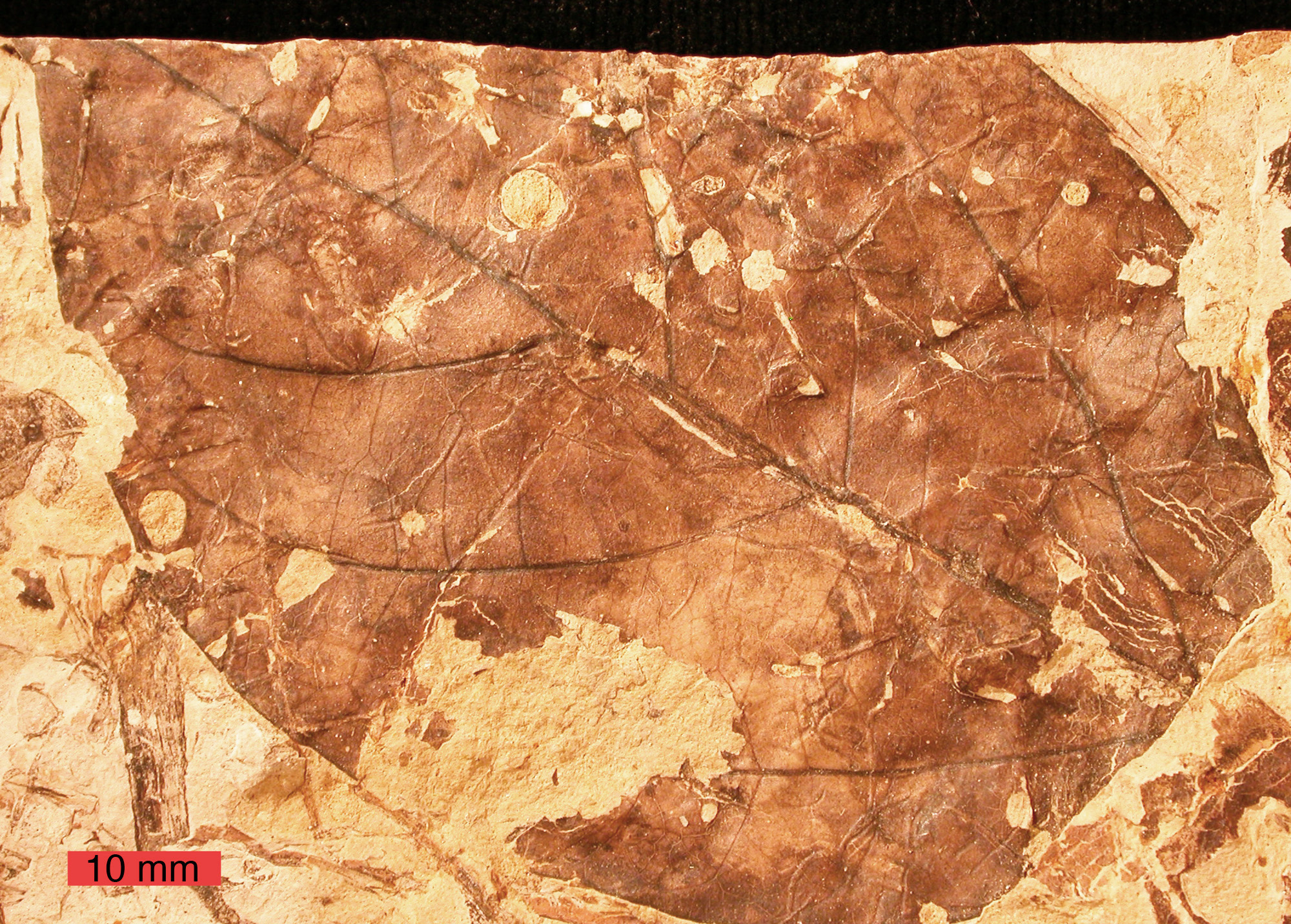
Viburnum lesquereuxii

Paleobotanika – dział paleontologii zajmujący się morfologią porównawczą, anatomią i rozmieszczeniem roślin kopalnych żyjących w minionych epokach geologicznych, których szczątki dotrwały do naszych czasów w postaci skamieniałości nasion, owoców, pyłku, zarodników, liści i fragmentów organów wegetatywnych, np.: pni, korzeni, kory oraz odcisków i ośródek.
Zadaniem paleobotaniki jest określenie związków pokrewieństwa pomiędzy wymarłymi i współczesnymi grupami roślin i ustalenie na tej podstawie kierunków ewolucji świata roślinnego. Paleobotanika zajmuje się także odtworzeniem historii zmian roślinności w okresie polodowcowym na podstawie tzw. analizy pyłkowej pokładów torfu – paleopalinologia.